# Смоленский храм (Карино)
Храм Смоленской иконы Божией Матери — приходской православный храм в деревне Карино городского округа Зарайск Московской области. Относится к Зарайскому благочинию Коломенской епархии Русской православной церкви. Построен в 1839 году. Здание церкви является объектом культурного наследия регионального значения и находится под охраной государства.

## История храма
В 1824 году по инициативе помещика А. П. Нащокина в деревне Карино началось строительство каменной церкви в честь Смоленской иконы Божией Матери. Строительные работы трудами священника Григория Каринского были завершены в 1839 году.
Кирпичное строение в стиле классицизм обладает своеобразной, редкой композицией. Купольная двусветная ротонда доминирует в объёме здания; помещения трапезной и алтаря — прямоугольные. В трапезной обустроен и освящён Воскресенский придел — в память о прежней деревянной Воскресенской церкви.
В 1938 году советские власти приняли решение закрыть храм. Несколько раз здание церкви пытались взорвать, но постройка оказалась крепкой. Лишь высокая колокольня не выдержала и была разрушена. Кресты с церкви были сняты, а строение стали использовать под склад.
В 1999 году в храме вновь стали проводить богослужения. Начались реставрационные и восстановительные работы. Кровля и главка здания были отремонтированы, установлены окна и двери в холодной трапезной и алтаре, внутренние стены храма отштукатурены.
Новый крест был установлен и освящён 30 мая 2007 года. В настоящее время ведутся работы по восстановлению наружных фасадов здания.